# Daniel (Wyoming)
Daniel – jednostka osadnicza w Stanach Zjednoczonych, w stanie Wyoming, w hrabstwie Sublette.